# MF EP
MF EP, также известный как Doomsday EP — сплит-альбом американских реперов MF Grimm и MF Doom. EP был выпущен 28 ноября 2008 года. Этот альбом стал первым релизом в дискографии Перси.
Песня No Snakes Alive вошла в следующий альбом Думилье, «Take Me to Your Leader», а песня Break Em Off вошла в сольный альбом The Downfall of Ibliys: A Ghetto Opera Грима, ещё песня The Original вошла в его альбом Scars & Memories. Также на EP есть ремикс трека Doomsday с дебютного альбома MF Doom.

## Трек лист
В альбоме 1-3 треки исполняет Дум, а 4-7 трек исполняет MF Grimm
| №                   | Название               | Автор(ы)            | Длительность |
| ------------------- | ---------------------- | ------------------- | ------------ |
| 1.                  | «Doomsday (Remix)»     | MF Doom             | 3:11         |
| 2.                  | «No Snakes Alive»      | MF Doom, MF Grimm   | 3:34         |
| 3.                  | «Impostas»             | MF Doom             | 3:36         |
| 4.                  | «The Original (Remix)» | MF Grimm            | 4:01         |
| 5.                  | «Break Em Off»         | MF Grimm            | 4:09         |
| 6.                  | «Dedicated»            | MF Grimm            | 3:27         |
| 7.                  | «The Original»         | MF Grimm            | 8:37         |
| Общая длительность: | Общая длительность:    | Общая длительность: | 39:59        |